# ساگندال
ساگندال (به لاتین: Sogndal) یک منطقهٔ مسکونی در نروژ است که در روگالاند واقع شده‌است. ساگندال ۳۱۱ نفر جمعیت دارد.